# Првенство Шкотске у рагбију
Првенство Шкотске у рагбију (енгл. Scottish Premiership) је први ранг рагби 15 такмичења у Шкотској.

## Историја
Списак шампиона Шкотске у рагбију
- 1974. Хејвик
- 1975. Хејвик
- 1976. Хејвик
- 1977. Хејвик
- 1978. Хејвик
- 1979. Хериотс
- 1980. Гала
- 1981. Гала
- 1982. Хејвик
- 1983. Гала
- 1984. Хејвик
- 1985. Хејвик
- 1986. Хејвик
- 1987. Хејвик
- 1988. Келсо
- 1989. Келсо
- 1990. Мелроуз
- 1991. Борофмир
- 1992. Мелроуз
- 1993. Мелроуз
- 1994. Мелроуз
- 1995. Стирлинг каунти
- 1996. Мелроуз
- 1997. Мелроуз
- 1998. Вотсонијанс
- 1999. Хериотс
- 2000. Хериотс
- 2001. Хејвик
- 2002. Хејвик
- 2003. Борофмир
- 2004. Глазгов хоукси
- 2005. Глазгов хоукси
- 2006. Глазгов хоукси
- 2007. Кари
- 2008. Борофмир
- 2009. Ер
- 2010. Кари
- 2011. Мелроуз
- 2012. Мелроуз
- 2013. Ер
- 2014. Мелроуз
- 2015. Хериотс
- 2016. Хериотс
- 2017. Ер

## О такмичењу
Шкотска је имала националну лигу у рагбију 15, пре Велса, Ирске и Енглеске. Број клубова се мењао кроз историју. Овим такмичењем руководи Рагби савез Шкотске. 10 клубова играју 18 утакмица у лигашком делу од Јануара до Августа. 4 бода се добија за победу, 2 бода за нерешено и важи правило бонус бода. У плеј офу, први игра против трећег и други против четвртог у полуфиналу, а затим у финалу следи борба за титулу шампиона Шкотске. Последњепласирани испада у нижи ранг, а претпоследњи игра плеј аут утакмицу са другопласираним из Националне шкотске лиге Дивизије 1.

## Учесници
- Ер
- Борофмир
- Кари
- Глазгов хоукси
- Хејвик
- Хериотси
- Мер
- Мелроуз
- Стирлинг
- Вотсонијанси